# Amtsbezirk Aggerschau
Der Amtsbezirk Aggerschau war ein Amtsbezirk im Kreis Hadersleben in der Provinz Schleswig-Holstein.
Der Amtsbezirk wurde 1889 gebildet und umfasste die folgenden Gemeinden:  
1. Aggerschau
2. Baulund
3. Geestrup
4. Mellerup
5. Rangstrup

1920 wurde der Amtsbezirk aufgelöst und die Gemeinden aufgrund der Volksabstimmung in Schleswig an Dänemark abgetreten.